# جين ماكلارين والش
جين ماكلارين والش (بالإنجليزية: Jane MacLaren Walsh)‏ هي عالمة الإنسان أمريكية، ولدت في القرن العشرين.